# Claudia Tschöke
Claudia Tschöke (* 18. Juni 1978 in Wittmund; geb. Lübbers) ist eine ehemalige deutsche Fußballspielerin.

## Karriere

### Vereine
Bereits als 15-Jährige debütierte Lübbers in der Saison 1993/94 für den SV Wilhelmshaven – dem sie von 1990 bis zur Auflösung der Frauenfußballabteilung 2000 angehörte.
Von 2000 bis 2002 spielte sie dann für den SuS Timmel, pausierte zwei Jahre lang aus persönlichen Gründen, und kehrte im Jahr 2004 als Spielertrainerin zur zweiten Damenmannschaft des SuS Timmel zurück. In der Saison 2005/06 spielte sie noch für die dritte Damenmannschaft, ehe sie 2006 zur SpVg Aurich wechselte, für die sie in der Kreisliga (Kreis Aurich) aktiv war. 2008 beendete sie ihre aktive Laufbahn.

### Nationalmannschaft
Tschöke debütierte am 25. September 1994 in Weingarten im letzten EM-Qualifikationsspiel der Gruppe 5 für die Europameisterschaft 1995 beim 11:0-Sieg über die Schweizer Nationalmannschaft. Im 100. Länderspiel der Frauennationalmannschaft wurde sie für Martina Voss in der 46. Minute eingewechselt und erzielte in der 64. Minute das Tor zum 9:0. Damit ist sie mit 16 Jahren und 99 Tagen die bis heute jüngste Nationalspielerin und Torschützin zugleich. Mit ihrem letzten Einsatz als Nationalspielerin am 18. September 1996 in Reykjavík, beim 3:0-Sieg über die Nationalmannschaft Islands, bestritt sie insgesamt acht Einsätze für die A-Nationalmannschaft, für die sie zwei Tore erzielte.